# Adolf von Jordans
Pour les articles homonymes, voir Jordans (homonymie).
Adolf von Jordans (29 avril 1892 – 23 mai 1974) est un ornithologue allemand, qui a étudié l'avifaune des îles Baléares.

## Contributions scientifiques
En 1914 von Jordans publie un livre Die Vogelfauna Mallorcas mit Berucksichtigung Menorcas und der Pityusen, et il est également l'auteur de deux articles de la revue Falco, intitulés Vorläufige kurze Beschreibung neuer Formen von den Balearen en 1913 et Neue Vogelrassen von den Balearen en 1923.
Il a décrit plusieurs taxons, comme la sous-espèce witherbyi du Bruant des roseaux, la sous-espèce balearica du Pinson des arbres, la sous-espèce mallorcae du Hibou petit-duc, la sous-espèce balearoibericus du Moineau domestique ou encore la sous-espèce styriacus de la Gélinotte des bois conjointement avec Guido Schiebel. La Fauvette des Baléares (Sylvia balearica), qu'il décrit en 1913 comme une sous-espèce de la Fauvette sarde est élevée au rang d'espèce en 2001.

## Source
- (fi) Cet article est partiellement ou en totalité issu de l’article de Wikipédia en finnois intitulé « Adolf von Jordans » (voir la liste des auteurs).